# Jüdischer Friedhof (Niederweidbach)

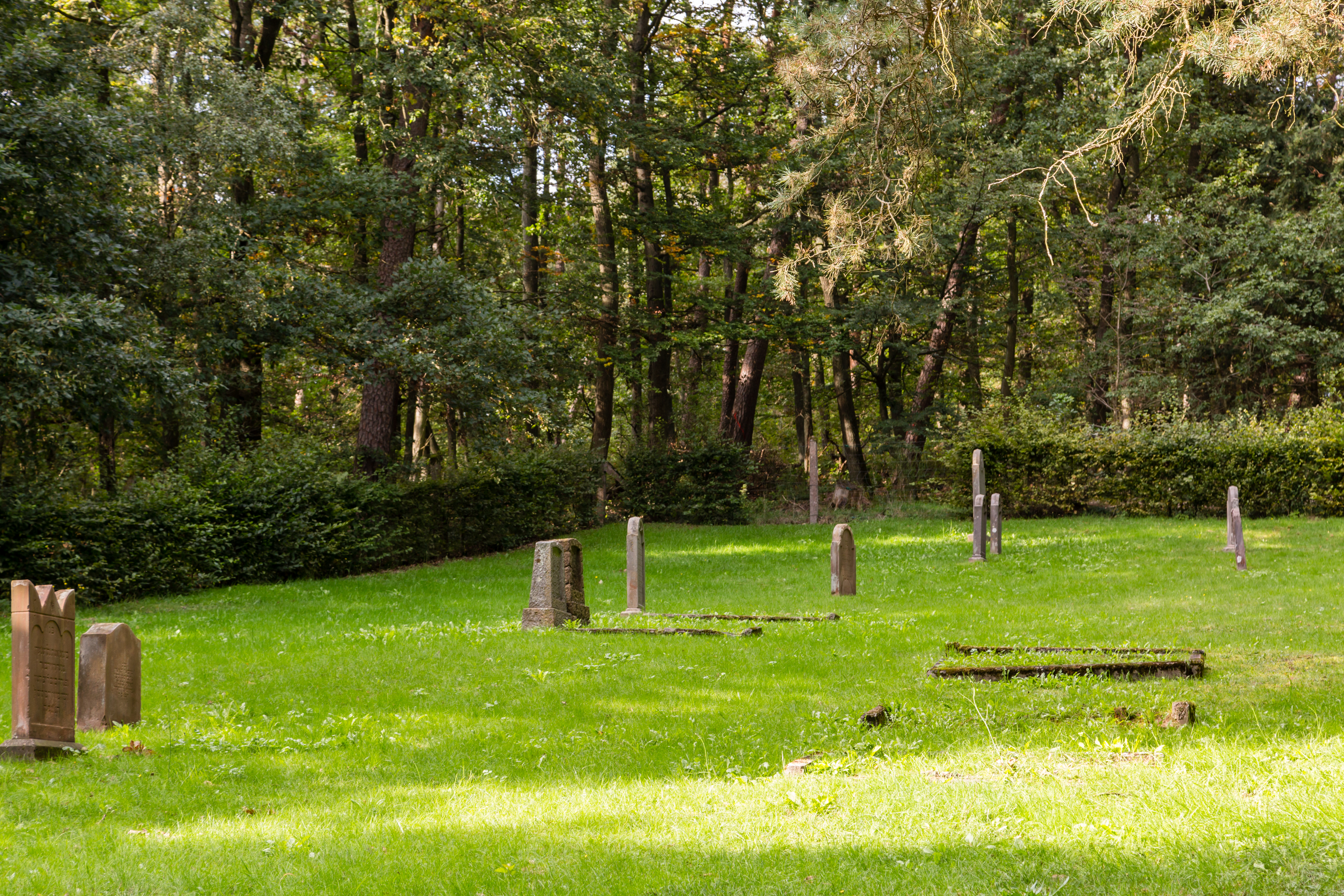
Jüdischer Friedhof in Niederweidbach

Der Jüdische Friedhof in Niederweidbach, einem Ortsteil der Gemeinde Bischoffen im Lahn-Dill-Kreis in Hessen, wurde im 19. Jahrhundert angelegt. Der Jüdische Friedhof östlich des Ortes auf dem Weg nach Roßbach ist ein geschütztes Kulturdenkmal.
„Die 13 noch erhaltenen Grabsteine aus der Zeit zwischen etwa 1835 und 1904 sind meist stelenförmig, mit unterschiedlichen Abschlüssen: z. B. zinnenförmig oder rundbogig mit Dreipassblendbogen. Ein Grabstein mit segnenden Händen.“
Nach 1945 wurde der 11,58 Ar große Friedhof instand gesetzt.